# Валс
Вижте пояснителната страница за други значения на Валс.
Валсът (на френски: valse) е общо название на бални и народни танци в размер 3/4.
Изпълнява се главно в закрита позиция. Най-разпространената фигура във валса е пълно обръщане в 2 такта с 3 стъпки във всеки.
Отначало валсът става популярен във Виена през 1780-те години и се разпространява в много страни. По-късно са създадени много негови разновидности. Валсът, особено със закрити позиции, става образец за създаване на редица други бални танци.

## Произход
Възниква под влияние на редица танци на европейски народи. Корените му се откриват в популярния за времето си танц „матеник“ и неговата разновидност „фурианте“, изпълнявани на празник в чешките села, също във френския танц „волт“ („лаволта“), както и в австрийския „лендлер“ – най-близък до валса от неговите предшественици.
През XIX и началото на XX век съществуват няколко форми на валса, включително някои в такт 2/4, 6/8 и 5/4.

## Разновидности
- Бързите форми се наричат виенски валс, а бавните – английски валс.
- Валс по международен стандарт се танцува само в закрити позиции.
- Може да се танцува и в открити позиции, както са танцували в Италия в края на XVIII век.